# Paradoryphallophora inusitata
Paradoryphallophora inusitata is een kreeftachtigensoort uit de familie van de Doryphallophoridae. De wetenschappelijke naam van de soort is voor het eerst geldig gepubliceerd in 1998 door Ohtsuka & Boxshall.